# انتروکوک
انتروکوک (به انگلیسی: Enterococcus) یک سرده از لاکتوباسیلالس از شاخه فیرمیکوت‌ها هستند.
انتروکوک‌ها، کوکسی‌های گرم مثبت هستند که به صورت جفت (دیپلوکوک) یا زنجیره‌های کوتاه دیده می‌شوند. تمایز انتروکوک‌ها از استرپتوکوک‌ها از روی ویژگی‌های ظاهری، بسیار مشکل است. دو گونه مهم همزیست از انتروکوک در رودهٔ انسان (مدفوع) عبارتند از: انتروکوک فکالیس (۹۰٪ تا ۹۵٪) و انتروکوک فاسیوم (۵٪ تا ۱۰٪). سایر گونه‌های انتروکوک که به ندرت ایجاد بیماری می‌کنند عبارتند از انتروکوک کاسلی فلاووس، انتروکوک گالیناروم و انتروکوک رافینوسوس.

## فیزیولوژی و طبقه‌بندی
انتروکوک‌ها بی‌هوازی اختیاری هستند و اسپور تولید نمی‌کنند. آن‌ها گسترهٔ بزرگی از شرایط محیطی را تحمل می‌نمایند: دمای ۱۰ تا ۴۰ درجه سانتی گراد، pH از ۴ تا ۱۰ و غلظت‌های بالای کلرید سدیم. انتروکوک‌ها بر روی آگار خوندار گوسفندی، همولیز گاما ایجاد می‌کنند.

## تاریخچه
اعضای جنس انتروکوک تا سال ۱۹۸۴ همراه با استرپتوکوک‌های گروه D طبقه‌بندی می‌شدند. آنالیز ژنومی انتروکوک‌ها نشان داد که آن‌ها، جنس متفاوتی از استرپتوکوک‌های D هستند.

## پاتولوژی
مهم‌ترین عفونت‌های ایجاد شده توسط انتروکوک‌ها عبارتند از: عفونت ادراری، باکتریمی، التهاب درون‌شامه قلب و مننژیت. سویه‌های حساس را می‌توان با استفاده از آمپی‌سیلین و وانکومایسین درمان کرد.
از دیدگاه پزشکی، انتروکوک‌ها از نظر مقاومت آنتی‌بیوتیکی ذاتی اهمیت دارند. برخی از انتروکوک‌ها به‌طور ذاتی به آنتی‌بیوتیک‌های بتا-لاکتام (پنی‌سیلین، سفالوسپورین‌ها و کارباپنم) و آمینوگلیکوزیدها مقاوم هستند. در دو دههٔ گذشته، سویه‌های انتروکوکی مقاوم به وانکومایسین (VRE) در بیماران بستری در بیمارستان‌ها افزایش یافته‌اند. برای درمان سویه‌های مقاوم به وانکومایسین، از آنتی‌بیوتیک‌هایی مانند کوئینوپریستین/دالفوپریستین (سینرسید) یا تیگسیکلین استفاده می‌شود.